# Maison au 2, rue du Marché à Rouffach
La maison au 2, rue du Marché est un monument historique situé à Rouffach, dans le département français du Haut-Rhin.

## Localisation
Ce bâtiment est situé au 2, rue du Marché à Rouffach.

## Historique
L'édifice fait l'objet d'un classement au titre des monuments historiques depuis 1921.

## Architecture

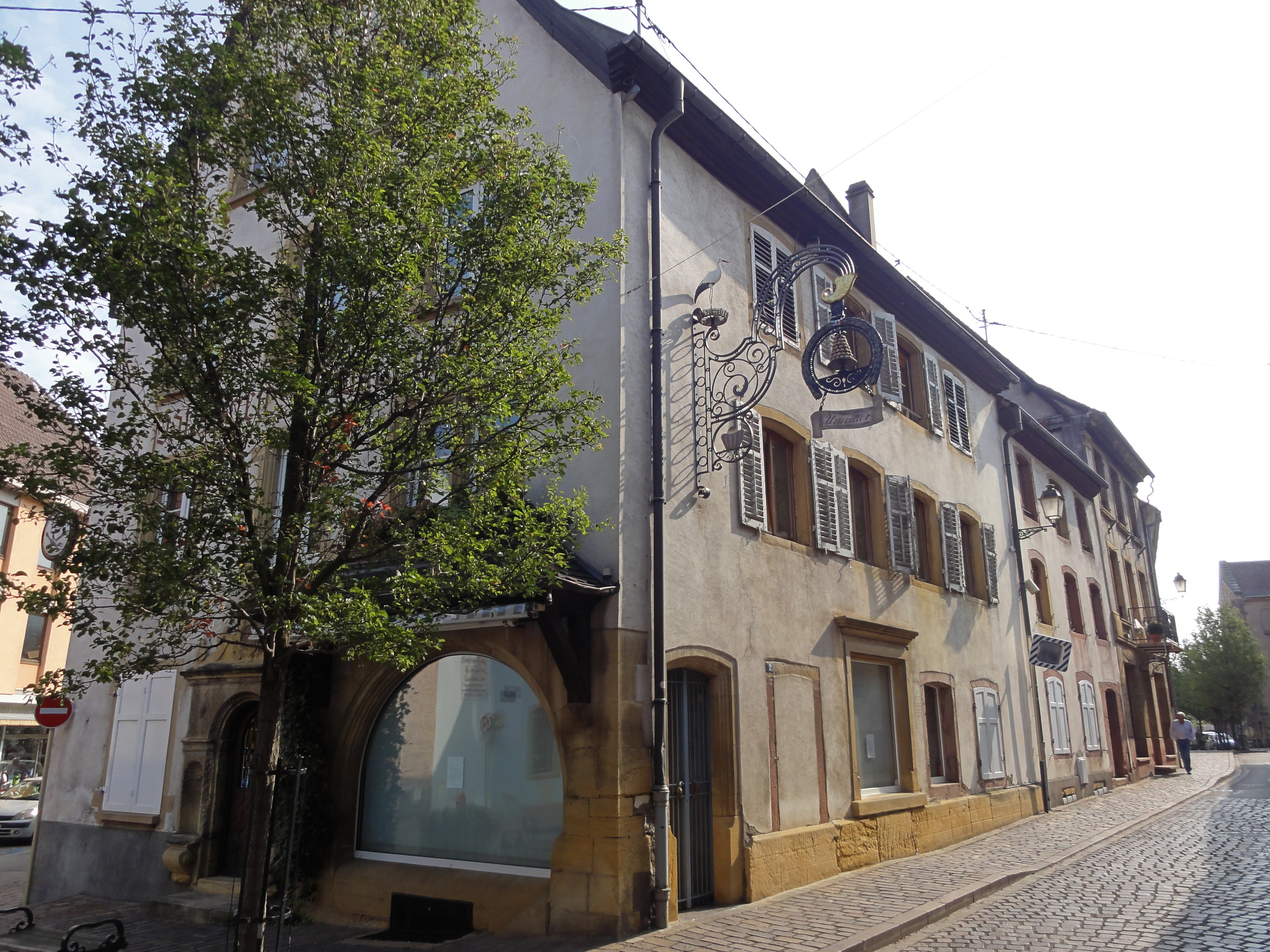
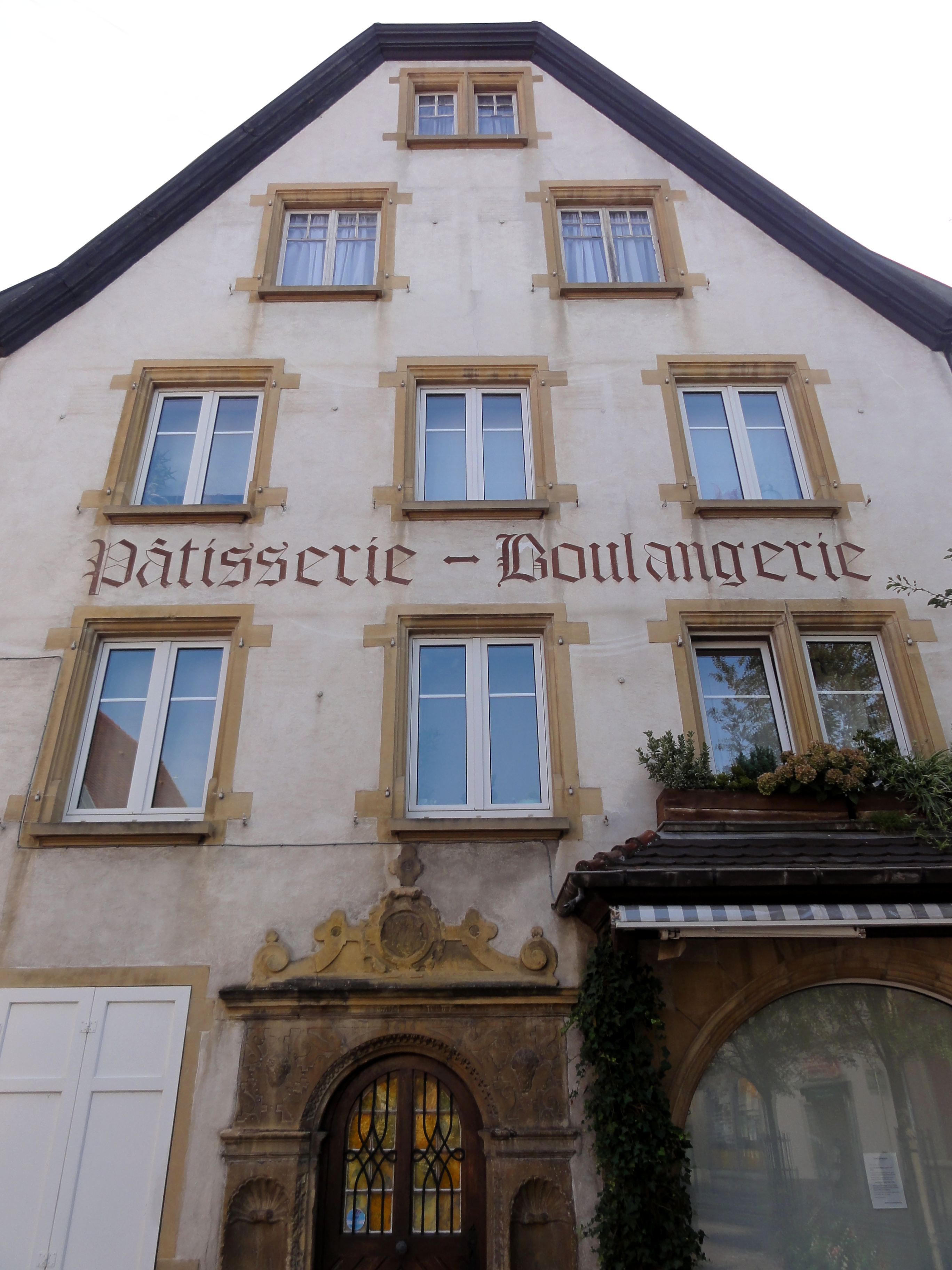
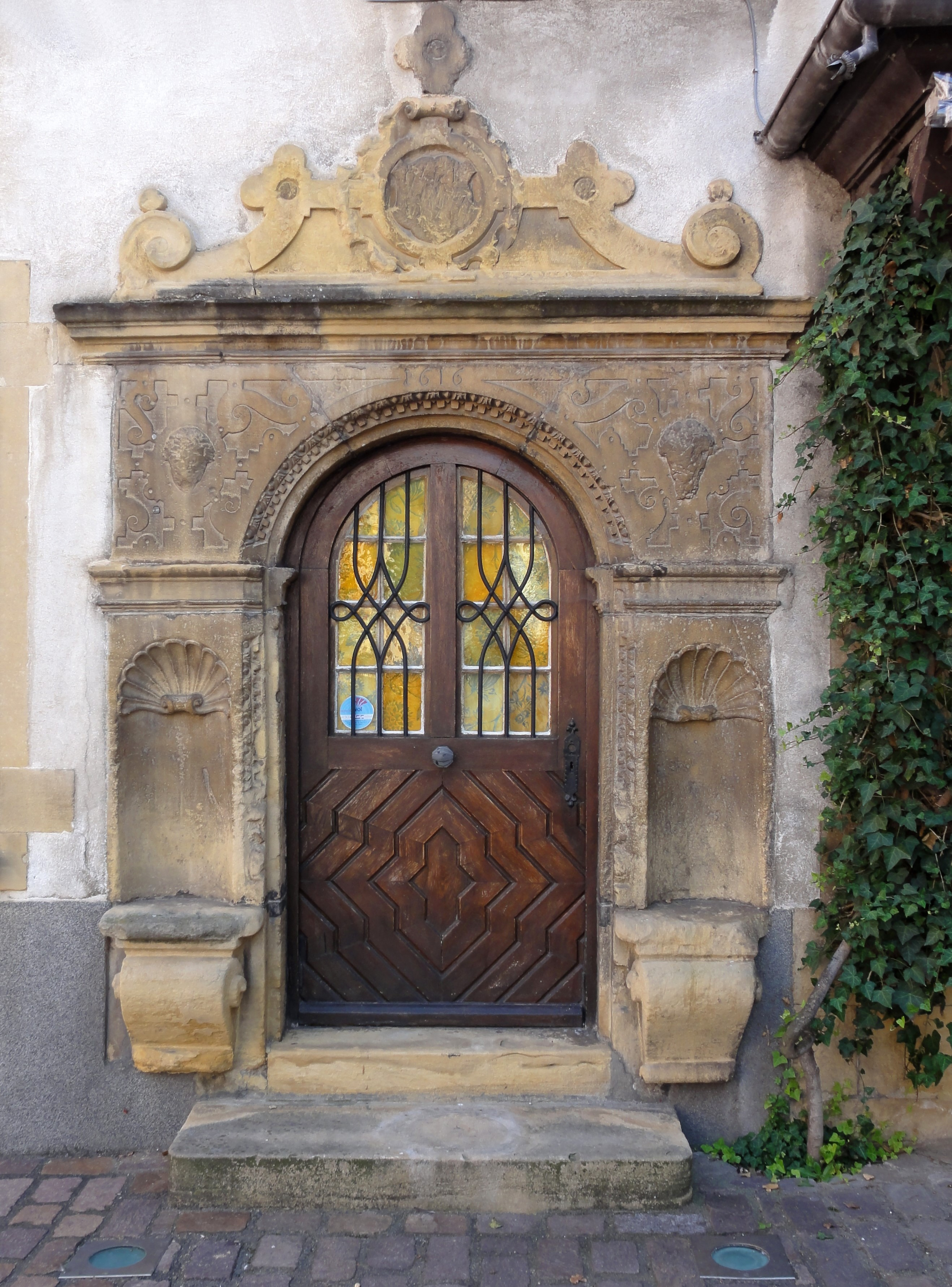